# Türkiye Kupası 2004-2005
La Coppa di Turchia 2004-2005 fu la 43ª edizione della manifestazione. Iniziò il 27 ottobre 2004 e si concluse l'11 maggio 2005 con la finale allo stadio Olimpico Atatürk, vinta dal Galatasaray per cinque a uno contro il Fenerbahçe. La squadra campione in carica fu il Trabzonspor.

## Formula
La competizione fu interamente ad eliminazione diretta. Tutti i turni si svolsero in gara unica, con eventuali tempi supplementari e calci di rigore.

## Calendario

### Primo turno
|                     | Risultato |                      | Data       |
| ------------------- | --------- | -------------------- | ---------- |
| İstanbul Başakşehir | 1-3       | Fatih Karagümrük     | 27 ottobre |
| Sarıyer             | 5-1       | Kartalspor           | 27 ottobre |
| Bursaspor           | 1-0       | Sakaryaspor          | 27 ottobre |
| Kocaelispor         | 3-0       | Dardanel             | 27 ottobre |
| Vestel Manisaspor   | 4-3 (dts) | Karşıyaka            | 27 ottobre |
| Altay               | 1-0       | İzmirspor            | 27 ottobre |
| Bucaspor            | 0-3       | Göztepe              | 27 ottobre |
| Uşakspor            | 1-0       | Nazilli Belediyespor | 27 ottobre |
| Karabükspor         | 2-0       | Yimpaş Yozgatspor    | 27 ottobre |
| Türk Telekomspor    | 2-0       | Ankaraspor           | 27 ottobre |
| Sivasspor           | 0-1       | Kayserispor          | 27 ottobre |
| K. Erciyesspor      | 5-1       | Orduspor             | 27 ottobre |
| Mersin İ. Yurdu     | 2-0       | Adana Demirspor      | 27 ottobre |
| Antalyaspor         | 2-0 (dts) | Adanaspor            | 27 ottobre |
| Hatayspor           | 1-4       | Mardinspor           | 27 ottobre |
| Adıyamanspor        | 4-0       | Elazığspor           | 27 ottobre |

### Secondo turno
|                  | Risultato |                   | Data        |
| ---------------- | --------- | ----------------- | ----------- |
| Ankaragücü       | 4-0       | Vestel Manisaspor | 21 dicembre |
| Ankaraspor       | 1-2 (dts) | Denizlispor       | 22 dicembre |
| Göztepe          | 0-1       | Beşiktaş          | 22 dicembre |
| Konyaspor        | 4-0       | Altay             | 22 dicembre |
| Uşakspor         | 2-6       | Fenerbahçe        | 22 dicembre |
| Kayserispor      | 2-1       | Gençlerbirliği    | 22 dicembre |
| Antalyaspor      | 1-4       | Trabzonspor       | 22 dicembre |
| Adıyamanspor     | 2-4       | Gaziantepspor     | 22 dicembre |
| Galatasaray      | 3-0       | Karabükspor       | 22 dicembre |
| Mardinspor       | 4-2       | Sarıyer           | 22 dicembre |
| Çaykur Rizespor  | 1-0       | Kocaelispor       | 22 dicembre |
| Fatih Karagümrük | 0-3       | Samsunspor        | 22 dicembre |
| Gaziantep        | 2-3       | Malatyaspor       | 22 dicembre |
| Bursaspor        | 3-1       | Malatyaspor       | 22 dicembre |
| Diyarbakırspor   | 4-2 (dts) | Mersin İ. Yurdu   | 22 dicembre |
| K. Erciyesspor   | 3-2 (dts) | Sebatspor         | 23 dicembre |

### Terzo turno
|                | Risultato     |                 | Data       |
| -------------- | ------------- | --------------- | ---------- |
| Galatasaray    | 1-0           | Bursaspor       | 22 gennaio |
| Fenerbahçe     | 3-2           | Ankaragücü      | 23 gennaio |
| Beşiktaş       | 1-3           | Konyaspor       | 23 gennaio |
| Trabzonspor    | 2-0           | Malatyaspor     | 23 gennaio |
| K. Erciyesspor | 1-4           | Denizlispor     | 23 gennaio |
| Diyarbakırspor | 1-0           | Çaykur Rizespor | 23 gennaio |
| Samsunspor     | 2-3 (dts)     | Gaziantepspor   | 23 gennaio |
| Mardinspor     | 2-2 (5-6 dcr) | Kayserispor     | 24 gennaio |

### Quarti di finale
|                | Risultato     |               | Data     |
| -------------- | ------------- | ------------- | -------- |
| Diyarbakırspor | 0-1           | Galatasaray   | 1º marzo |
| Denizlispor    | 1-1 (5-4 dcr) | Konyaspor     | 2 marzo  |
| Trabzonspor    | 3-0           | Gaziantepspor | 2 marzo  |
| Fenerbahçe     | 4-0           | Kayserispor   | 2 marzo  |

### Semifinali
|             | Risultato     |             | Data      |
| ----------- | ------------- | ----------- | --------- |
| Galatasaray | 1-1 (4-2 dcr) | Trabzonspor | 20 aprile |
| Fenerbahçe  | 1-1 (4-3 dcr) | Denizlispor | 21 aprile |

### Finale
| Arbitro: | Tatlı |

|                                                        |           |             |
| Ribéry 16’ Ateş 25’ Barış (AG) 38’ Şükür 72’ Şükür 88’ | Marcatori | 31’ Luciano |

| Galatasaray | Fenerbahçe |

#### Formazioni
| Galatasaray (4-4-2) |    |                  |     |     |
|                     |    |                  |     |     |
| POR                 | 1  | Faryd Mondragón  |     |     |
| DIF                 | 19 | Cihan Haspolatlı |     |     |
| DIF                 | 2  | Stjepan Tomas    |     |     |
| DIF                 | 4  | Rigobert Song    |     |     |
| DIF                 | 5  | Orhan Ak         | 40’ | 46’ |
| CEN                 | 67 | Ergün Penbe      |     |     |
| CEN                 | 18 | Ayhan Akman      | 44’ |     |
| CEN                 | 28 | Franck Ribéry    |     | 52’ |
| CEN                 | 8  | Flávio Conceição |     |     |
| ATT                 | 25 | Necati Ateş      |     | 59’ |
| ATT                 | 9  | Hakan Şükür      | 57’ |     |
| A disposizione:     |    |                  |     |     |
| POR                 | 12 | Aykut Erçetin    |     |     |
| DIF                 | 3  | Bülent Korkmaz   |     |     |
| ATT                 | 6  | Arif Erdem       |     |     |
| CEN                 | 11 | Hasan Şaş        |     | 59’ |
| CEN                 | 33 | Uğur Uçar        |     | 46’ |
| DIF                 | 55 | Sabri Sarıoğlu   |     | 52’ |
| ATT                 | 58 | Hasan Kabze      |     |     |
| Allenatore:         |    |                  |     |     |
| Gheorghe Hagi       |    |                  |     |     |

| Fenerbahçe (4-4-2) |    |                       |     |     |
|                    |    |                       |     |     |
| POR                | 34 | Rüştü Reçber          |     |     |
| DIF                | 2  | Fábio Luciano         |     |     |
| DIF                | 30 | Serkan Balcı          | 86’ |     |
| DIF                | 24 | Deniz Barış           |     |     |
| DIF                | 19 | Önder Turacı          |     |     |
| CEN                | 67 | Selçuk Şahin          |     | 46’ |
| CEN                | 15 | Mehmet Aurélio        |     |     |
| CEN                | 20 | Alex                  | 66’ |     |
| CEN                | 10 | Tuncay Şanlı          |     |     |
| ATT                | 9  | Serhat Akın           |     | 70’ |
| ATT                | 11 | Mert Nobre            |     |     |
| A disposizione     |    |                       |     |     |
| POR                | 1  | Volkan Demirel        |     |     |
| CEN                | 7  | Mehmet Yozgatlı       |     | 70’ |
| CEN                | 8  | Murat Hacıoğlu        |     |     |
| DIF                | 16 | Mahmut Hanefi Erdoğdu |     |     |
| ATT                | 17 | Pierre van Hooijdonk  |     | 46’ |
| CEN                | 27 | Kemal Aslan           |     |     |
| ATT                | 90 | Furkan Özçal          |     |     |
| Allenatore:        |    |                       |     |     |
| Christoph Daum     |    |                       |     |     |